# 체카노
체카노(이탈리아어: Ceccano)는 이탈리아 라치오주 프로시노네도에 위치한 코무네다.

## 역사
이 마을은 기원전 424년에 로마에게 항복한 볼스키족의 시타델에서 기원을 한다. 고대시대의 명칭은 파브라테리아 베투스(Fabrateria Vetus)였다.
전승에 의하면, 중세 초기에 교황 호노리오 1세의 아버지 페트로니우스 체카누스(Petronius Ceccanus)를 기념하여 도시 명칭이 바뀌게 되었다. 아이스툴프 왕 시대에 랑고바르드족에게 정복당하였고, 그후에 교황령의 중요한 요새가 되었다. 900년-1450년까지 독일계로 보이는 체카노 백작의 통치를 받았다. 그후에 그들의 영지는 교황 알렉산데르 6세에 의해 로드리고 보르자에 의해 넘겨졌고 다음에는 콜론나 가문에게 넘어갔다.
제2차 세계대전 기간, 1943년 12월 3일에서 1944년 5월 31일에 전략적 중요성이 없음에도 불구하고 연합군들로부터 38차례의 공중 폭격을 당하였다. 이 기간에 이탈리아의 천연기념물이였던 산타 마리아 아 피우메 성당(Church of Santa Maria a Fiume)이 파괴되었다.

## 자매 도시
- 프랑스 플루자네
- 멕시코 캉쿤